# Irvingia gabonensis
Xoài Phi châu (tên khoa học: Irvingia gabonensis), còn gọi là dika hay ogbono, là một loại cây trồng ở Châu Phi và Đông Nam Á, thuộc họ cây Irvingiaceae, được gọi là xoài rừng (không nên nhầm lẫn với xoài rừng), xoài châu Phi hay xoài bụi. Xoài Phi châu cho quả giống như xoài và có thể ăn được, và đặc biệt được đánh giá là loại hạt có nhiều protein và chất béo.
Xoài Phi châu có khả năng chống lại chứng béo phì bằng cách gia tốc quá trình biến dưỡng tự nhiên, đốt cháy mỡ dự trữ trong cơ thể ở tỉ lệ gia tốc cao và ức chế tính ham ăn.

## Công dụng
- Đốt cháy chất béo để tăng năng lượng và tăng tốc độ trao đổi chất: Irvingia Gabonensis giúp kích thích hormone đốt cháy chất béo và cung cấp cho bạn nhiều năng lượng hơn. Trong nhiều nghiên cứu lâm sàng, Irvingia Gabonensis đã được tìm thấy để cải thiện việc sản xuất Adiponectin, có ảnh hưởng lên tốc độ của sự trao đổi chất và điều chỉnh sự hấp thu glucose, chính vì thế Irvingia Gabonensis cũng có thể giúp làm giảm nguy cơ bệnh tiểu đường và làm giảm nguy cơ bệnh tim mạch.
- Kiểm soát sự thèm ăn: Nghiên cứu lâm sàng cho thấy Irvingia Gabonensis có liên quan với giảm đói bằng cách kích thích Leptin, Leptin được tiết ra từ các tế bào béo, Nếu cơ thể thiếu Leptin, bộ não tưởng rằng cơ thể đang đói và ra "lệnh" ăn uống thêm, nguyên nhân gây nên tình trạng béo phì. Irvingia Gabonensis cũng giúp trì hoãn việc làm rỗng dạ dày làm cho bạn cảm thấy no lâu hơn. Các chất xơ được tìm thấy trong Irvingia Gabonensis cũng hoạt động hạn chế cảm giác đói.
- Tăng nồng độ cholesterol tốt: Irvingia Gabonensis đã được chứng minh là làm giảm cholesterol toàn phần, LDL cholesterol (xấu) và Triglycerides (xấu) hay còn gọi là chất béo bão hòa trong máu và nâng cao mức HDL cholesterol (tốt). Nó thực hiện điều này bằng cách gắn vào acid mật vận chuyển cholesterol ra khỏi cơ thể. Hàm lượng chất xơ cao của Irvingia Gabonensis nhằm hỗ trợ quá trình rất tốt.

## Chỉ định:
- Giảm chất béo Cholesterol xấu và làm tăng lượng Cholesterol tốt cho cơ thể.
- Irvingia Gabonensis, khi sử dụng sẽ hỗ trợ việc ăn kiêng năng lượng thấp kết hợp với chương trình tập thể dục tăng cường sức khỏe bằng cách giảm tính ham ăn một cách tự nhiên.
- Là một loại sợi thiên nhiên, Irvingia Gabonensis còn có thể cải thiện tính điều hòa và tác động nhuận trường trong tiêu hóa.
- Irvingia Gabonensis cũng giúp trì hoãn quá trình tiêu hóa ở bao tử, làm cho bạn có cảm giác no lâu và dẫn đến việc bạn sẽ ăn ít.